# María Andrea Vernaza
María Andrea Vernaza Alhach (Cali, Valle del Cauca,  17 de febrero de 1964) es una periodista y diseñadora de interiores, anteriormente presentadora de noticias, colombiana. Fue hasta septiembre de 2017, la presentadora principal del noticiero CM& del Canal Uno.

## Biografía
María Andrea Vernanza es hija de la ex señorita Valle, Luz Carime Alhach y Fernando Vernaza. Estudió comunicación social y psicología en la Pontificia Universidad Javeriana, en donde después estudió periodismo. En 1984 debutó en la televisión en el Noticiero Nacional. 
El 1998, llegó a RCN Televisión, a presentar noticias con Juan Eduardo Jaramillo, Vicky Dávila, Claudia Gurisatti, Jorge Alfredo Vargas y Felipe Arias hasta 2005. Al año siguiente ingresó a CM&, donde trabajó hasta 2017.